# Esrange
Esrange (European Space and Sounding Rocket Range) er Sveriges eneste rumhavn, beliggende 45 kilometer øst for Kiruna i Norrbottens län i det allernordligste Sverige. Anlægget ejes af SSC, det tidligere Rymdbolaget.
Rumhavnens areal omfatter 20 kvadratkilometer. Hvert år opsendes omkring 20 ubemandede raketter fra Esrange. En af årsagerne til at rumhavnen ligger netop i Kiruna skyldes, at området stort set savner lysforurening, og at man der kan studere nordlys. Gennem forkningen på Esrange er man lykkedes at forstå mere omkring nordlys og hvordan det opstår.